# Автошлях B51 (Німеччина)
Федеральна траса 51 (Б 51 нім. Bundesstraße 51) — федеральна автострада Німеччини. Пролягає з південного заходу на південь від Штуру поблизу Бремена через Нижню Саксонію, Північний Рейн-Вестфалію, Рейнланд-Пфальц і Саар до французького кордону в Сааргемюнді . На всю довжину 570 km Bundesautobahn 1 проходить приблизно паралельно.

## Історія
B 51, запроваджена в 1934 році, з’єднувала ділянки з абсолютно різним походженням.
Ділянки дороги між Оснабрюком і Бад-Ібургом, а також між Мюнстером і Тельгте були побудовані ще в 18 столітті. Їх розширили на базі існуючих старих доріг. Найпівнічніша ділянка між Бременом і Мюнстером була запланована з 1811 по 1813 рік як військова дорога для військ Наполеона I, відома як Route Impériale No.3 з’єднує Париж із Гамбургом через ганзейські департаменти, анексовані в 1811 році, і продовжується від Мюнстера через Дюльмен до Везель / Венло (сьогодні B 58). Після відступу наполеонівських військ у 1813 році великі ділянки дороги залишилися недобудованими.

## Маршрут
Федеральна автомагістраль 51 веде від ганзейського міста Бремен через Рурську область до Саару та до французького кордону в Лотарингії.

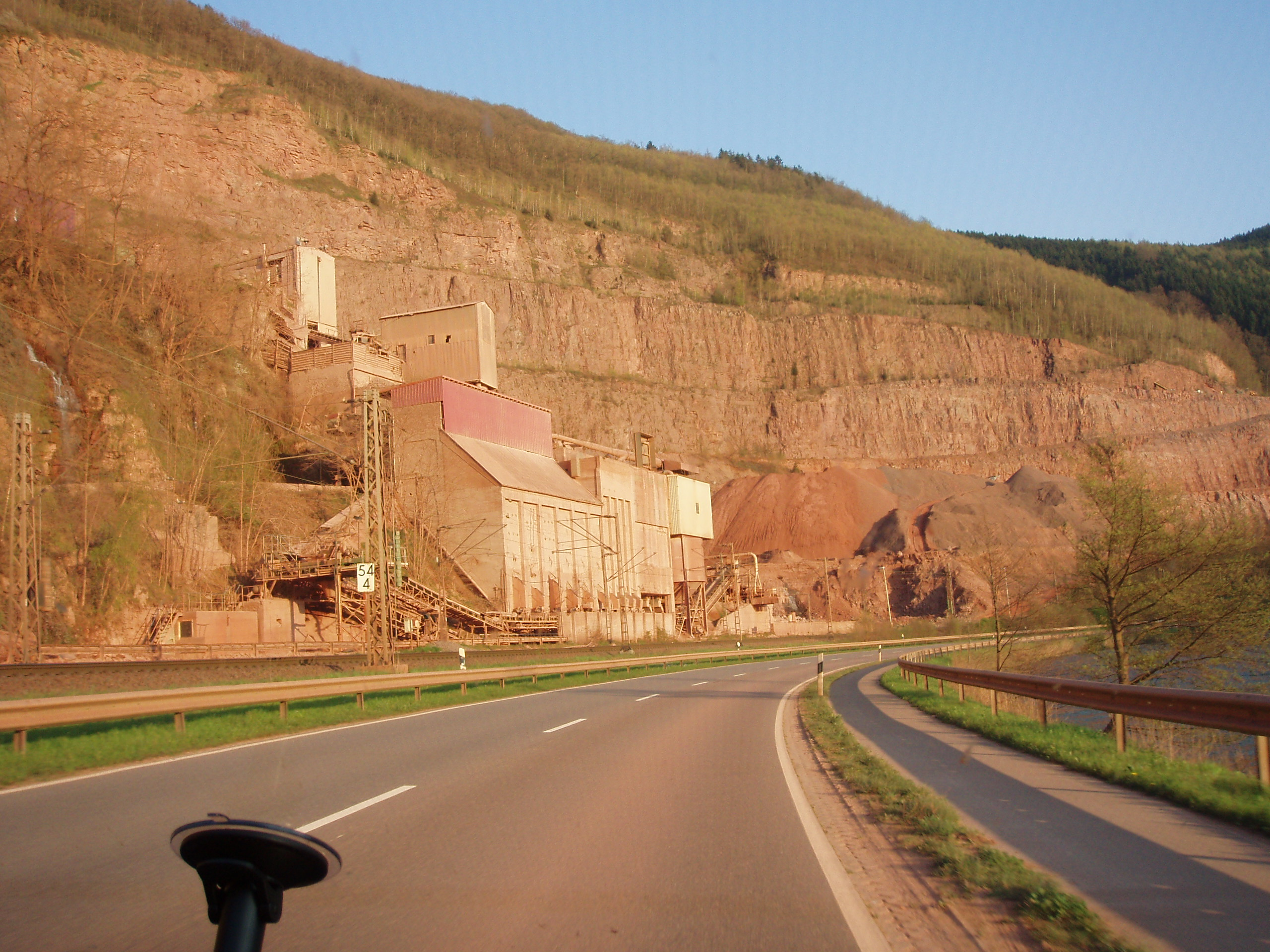
B 51 між Саарбургом і Метлахом

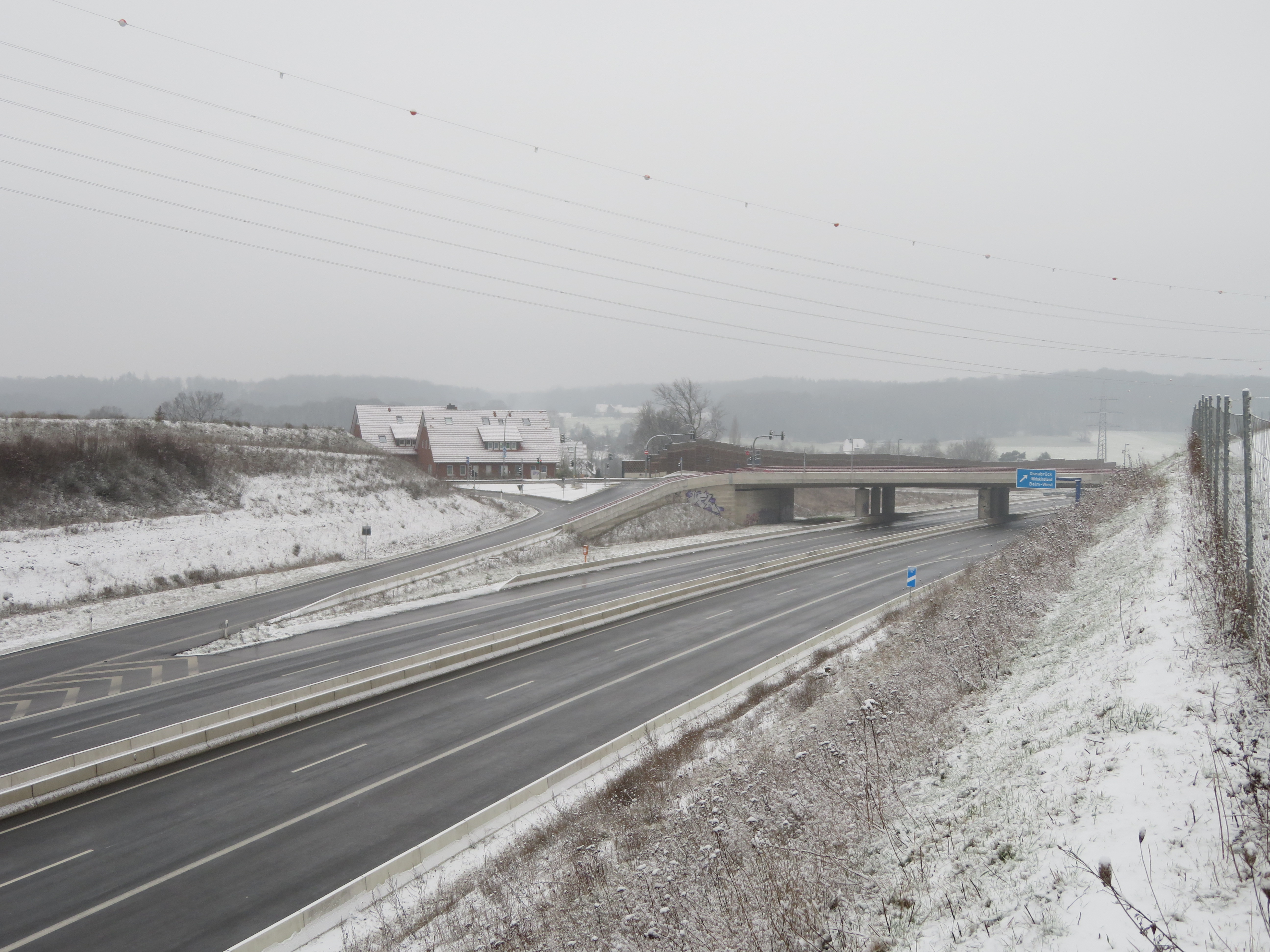
Вид на кінець A33 і початок об’їзної дороги Belm, схожої на автобан

У Бремені, на південь від Везера, починається В 51 і проходить п'ять кілометрів поруч з Б 6 до Брінкума в Нижній Саксонії, муніципалітет Штур.
В 51проходить через рівнинну сільськогосподарську частину північнонімецької низовини над Бассумом (23 км) і оминає місто Діпхольц (42 км). Далі повз друге за величиною озеро Нижньої Саксонії, Дюммер, і через невелику ділянку, що проходить через район Мінден-Люббекке Північного Рейну-Вестфалії, до краю Оснабрюка (110 кілометрів). Перед і після Оснабрюка дорога перетинає природні парки Віхенґебірґе та Тевтобурзький ліс. Вона становить чотири смуги на південь від Оснабрюка до Доренберга та далі через Бад-Ібург та Гландорф до державного кордону з Північним Рейном-Вестфалією.
Після 174 км досягає Б 51 Мюнстер. У центральній частині міста вона була або розширюється до чотирисмугової міської магістралі. Вона продовжувався через південний Мюнстерланд, через Гальтерн-ам-Зеє та Реклінгхаузен до Герне. Він веде прямо через Бохум (240 км), повз гірничий музей і театр і перетнув Рур біля Гаттінгена.
Об’їзна дорога Бельма, схожа на автомагістраль, завантажена з середини 2019 року та вливається в автомагістраль А 33, через дорогу Belm було виконано планування. B 51 проходить перехрестямавтомагістралі А 30 Оснабрюк-Нане.